# Gittelde (Adelsgeschlecht)

Wappen derer von Gittelde aus Siebmachers Wappenbuch

Die Familie Gittelde, ein niedersächsisches Adelsgeschlecht, benannte sich nach dem Hauptort des, ursprünglich im Liesgau oder Hlis-go, auch Get-lithis-Gau gelegenen Getlithi / Getlede = Gittelde.

## Geschichte
Die ältesten urkundlich bekannten Mitglieder derer von Gittelde sind Bertoldus 1143, und die Brüder Adalhart und Widego(w) in einer Urkunde Heinrich des Löwen, 1154.
Der nächste urkundlich fassbare Angehörige derer von Gittelde ist Thetmar in einer Urkunde von 1210. Es folgen Basilius I., Ghiso, Gunzelin und Hermann I. zwischen 1230 und 1250. Hermann I. war Propst in Hildesheim, Basil IV. Kanoniker in Goslar.
1333 waren die Herren von Gittelde Stiftsvögte von Gandersheim.
Sie waren, wie ihr Wappen und der gemeinsame Besitz von Schloss und Grafschaft Westerhof ausweist, mit den von Westerhof und den von Bovenden verwandt. Letztmals zeigt sich dies 1566 mit der Ehe zwischen Hans VIII. von Gittelde und Anna von Bovenden. Hans VIII. war Landrat für Herzog Heinrich Julius (Braunschweig-Wolfenbüttel). Mit Heinrich Julius von Gittelde starb die Familie 1638 im Mannesstamm aus. Ihr Besitz ging auf die von Diepenbrock und von Morungen als nächste lebende Angehörige über.

## Historische Einordnung der Herren von Gittelde
Reinhard Wenskus hat darauf verwiesen, dass die Namen Widegow und Adalhard bis ins 10. Jahrhundert bei den Billungern üblich waren. Dazu passt, dass König Otto I. im Jahr 953 von Billung Besitz u. a. in Gelithi eintauscht, den er dem St. Mauritiuskloster in Magdeburg übereignet. Der Name des ersten urkundlich erfassten Grafen des Liesgaus war Adalger, 889.
Angesichts der heutigen Quellenlage ist davon auszugehen, dass es sich bei den Edelherren von Gittelde um kognatische Nachkommen der Billunger handelt, die zudem in direkter verwandtschaftlicher Beziehung zu den Grafen von Katlenburg standen. Dies ergibt sich nicht nur aus dem umfangreichen Grundbesitz derer von Gittelde im Liesgau wie um Gittelde, sondern aus der Tatsache, dass sie, wie zuvor die Grafen von Katlenburg und Grafen von Winzenburg, Vögte des Bistums Magdeburg, später der Braunschweiger Herzöge waren.

Gittelder Pfennig
Gittelder Groschen 1620
Gittelder Groschen 1619

Außerdem übernahmen die von Gittelde um 1240 von den Magdeburger Vögten bzw. den Braunschweiger Herzögen die Ausübung des Münzrechts. So taucht das von Gittelde‘sche Wappen, zwei senkrecht stehende, voneinander abgewandte Schlüssel, seit der Zeit Herzog Otto I. (Braunschweig) auf Gittelder Münzprägungen auf. Letztmals findet sich das von Gittelde‘sche Wappen auf zwei Münzprägungen Kaiser Matthias aus den Jahren 1619/20, also der Zeit des Dreißigjährigen Kriegs.